# Velika nagrada Francije 1939
Velika nagrada Francije 1939 je bila druga dirka evropskega avtomobilističnega prvenstva v sezoni 1939. Potekala je 9. julija 1939 na francoskem dirkališču Reims-Gueux.

## Poročilo

### Pred dirko
Španska državljanska vojna se je končaka, toda italijanski dirkači in moštva so še vedno bojkotirali francoske dirke. Auto Union je dobil za Tazia Nuvolarija posebno dovoljenje za nastop. Dirkače Alfe Romeo je uradno na dirko prijavil Christian Kautz, da ne bi imeli težav z italijanskimi oblastmi. Talbot je prvič nastopil z novim dirkalnikom Talbot MC, ostala dva dirkalnika sta bila Talbot MD. Ecurie Lucy O'Reilly Schell je na dirko pripeljal dva dirkalnika Delahaye 145, Mercedes-Benz pa je na dirko pripeljal tri dirkalnike, vse z dvostopenjskimi superkompresorji, kot tudi Auto Union, ki je nastopal s štirimi dirkalniki. Mercedesovi dirkači so bili na prostih treningih najhitrejši. Na dolgih ravninah dirkališča so dirkači dosegali hitrosti prek 300 km/h. Že prvi dan prostih treningov je Hermann Lang postavil čas 2:27,7, ki ga nikomur ni uspelo premagati, in osvojil je najboljši štartni položaj. V prvo vrsto sta se uvrstila še Rudolf Caracciola in Nuvolari.

### Dirka
Zaradi plohe je bil štart dirke nekoliko prestavljen. Znak za začetek dirke je dal Raymond Roche, najbolje je štartal Nuvolari, za njim so se uvrstili Caracciola, Lang in Manfred von Brauchitsch. Več dirkačev v ospredju se je pred prvim ovinkom pri vasi Gueux borilo za vodstvo. Caracciola je poskušal prehiteti Langa, toda pretiraval je, zdrsnil s steze, trčil v hišo in predrl rezervoar za gorivo. Po koncu prvega kroga je Nuvolari vodil sekundo in pol pred Langom, sledili so jima še Hermann Paul Müller, Georg Meier, von Brauchitsch in Hans Stuck, ki so bili skupaj, Philippe Étancelin pa je že zaostajal. Za vodstvo sta se silovito borila Nuvolari in Lang, dokler slednjemu ni uspelo prehiteti italijanskega dirkača v petem krogu in začel mu je rahlo bežati. Von Brauchitsch je uspel prehiteti Meierja za četrto mesto in začel napadati Müllerja. Po sedmih krogih je imel Lang pet sekund prednosti pred Nuvolarijem, ostali so zaostajali pol minute in več. Nuvolari se še ni vdal in oba sta dirkala na polno, toda le do osmega kroga, ko je odstopil zaradi okvare menjalnika. Lang je imel zdaj osemintrideset sekund prednosti pred Müllerjem in von Brauchitschem. V desetem krogu je odstopil Raymond Mays zaradi okvare rezervoarja. 
V šestnajstem krogu je imel Lang že minuto prednosti, krog kasneje je nenadoma odstopil von Brauchitsch zaradi zlomljenega bata. Lang je v devetnajstem krogu postavil nov rekord steze, krog kasneje pa mu je Alfred Neubauer signaliziral naj nekoliko upočasni, ker je bil še edini Mercedesov dirkač proti trem Auto Unionovim. V dvaindvajsetem krogu sta na svoja postanka v boksu zapeljala Müller in Stuck, oba sta trajala pol minute. Mehaniki so ob postanku Meierja polili gorivo in dirkalnik se je vžgal. Ogenj je bil že kmalu pogašen, tako da je Meier sedel nazaj v svoj dirkalnik in nadaljeval z dirko, pri tem pa je hladil opečeno roko. Lang je po petintrideset sekundnem postanku zadržal vodstvo, naredil je minuto in pol prednosti, toda nenadoma se je začelo močno kaditi iz njegovega dirkalnika. Poskušal je nadaljevati, toda v šestintridesetem krogu mu je počil bat, in odstopil je še zadnji Mercedesov dirkač. Vodstvo je s tem prevzel Müller in ga s previdnim dirkanjem zadržal do cilja za svojo edino zmago kariere, kljub nekaj manjšim ploham. Drugo mesto je osvojil Meier na svoji drugi dirke kariere, René Le Bègue pa je bil tretji. 

## Rezultati

### Štartna vrsta
| _______3_______ Nuvolari Auto Union 2:29,9 |                                          | _______2_______ Caracciola Mercedes-Benz 2:29,6 |                                                      | _______1_______ Lang Mercedes-Benz 2:27,7 |
|                                            | _______5_______ Müller Auto Union 2:31,7 |                                                 | _______4_______ von Brauchitsch Mercedes-Benz 2:30,4 |                                           |
| _______8_______ Le Bègue Talbot 2:46,3     |                                          | _______7_______ Meier Auto Union 2:36,9         |                                                      | _______6_______ Stuck Auto Union 2:35,0   |
|                                            | _______10_______ Mays Talbot 2:53,7      |                                                 | _______9_______ Étancelin Talbot 2:50,2              |                                           |
| _______13_______ Sommer Alfa Romeo 2:58,7  |                                          | _______12_______ Chinetti Alfa Romeo 2:58,4     |                                                      | _______11_______ Dreyfus Delahaye 2:54,4  |
|                                            | _______15_______ Raph Delahaye 3:03,0    |                                                 | _______14_______ Matra Alfa Romeo 3:01,3             |                                           |

### Dirka
| Poz | Št | Dirkač                  | Moštvo                      | Dirkalnik           | Krogi | Čas/Odstop      | Št. m. | Toč |
| --- | -- | ----------------------- | --------------------------- | ------------------- | ----- | --------------- | ------ | --- |
| 1   | 12 | Hermann Paul Müller     | Auto Union                  | Auto Union D        | 51    | 2:21:11,8       | 5      | 1   |
| 2   | 14 | Georg Meier             | Auto Union                  | Auto Union D        | 50    | +1 krog         | 7      | 2   |
| 3   | 36 | René Le Bègue           | Talbot-Darracq              | Talbot MD           | 48    | +3 krogi        | 8      | 3   |
| 4   | 34 | Philippe Étancelin      | Talbot-Darracq              | Talbot MD           | 48    | +3 krogi        | 9      | 4   |
| 5   | 2  | Raymond Sommer          | Privatnik                   | Alfa Romeo Tipo 308 | 47    | +4 krogi        | 13     | 4   |
| 6   | 10 | Hans Stuck              | Auto Union                  | Auto Union D        | 47    | +4 krogi        | 6      | 4   |
| 7   | 30 | René Dreyfus            | Ecurie Lucy O'Reilly Schell | Delahaye 145        | 45    | +6 krogov       | 11     | 4   |
| 8   | 4  | Luigi Chinetti          | Christian Kautz             | Alfa Romeo Tipo 308 | 45    | +6 krogov       | 12     | 4   |
| 9   | 32 | Raph                    | Ecurie Lucy O'Reilly Schell | Delahaye 145        | 44    | +7 krogov       | 15     | 4   |
| Ods | 20 | Hermann Lang            | Daimler-Benz AG             | Mercedes-Benz W154  | 36    | Motor           | 1      | 5   |
| Ods | 18 | Manfred von Brauchitsch | Daimler-Benz AG             | Mercedes-Benz W154  | 17    | Motor           | 4      | 6   |
| Ods | 6  | Yves Matra              | Christian Kautz             | Alfa Romeo Tipo 308 | 17    |                 | 14     | 6   |
| Ods | 38 | Raymond Mays            | Talbot-Darracq              | Talbot MC           | 10    | Rezervoar       | 10     | 7   |
| Ods | 8  | Tazio Nuvolari          | Auto Union                  | Auto Union D        | 8     | Menjalnik       | 3      | 7   |
| Ods | 16 | Rudolf Caracciola       | Daimler-Benz AG             | Mercedes-Benz W154  | 1     | Trčenje         | 2      | 7   |
| DNS | 6  | Christian Kautz         | Christian Kautz             | Alfa Romeo Tipo 308 |       | Rezervni dirkač |        | 8   |
| DNA | 22 | Richard Seaman          | Daimler-Benz AG             | Mercedes-Benz W154  |       |                 |        | 8   |
| DNA | 28 | Jean Trémoulet          | SEFAC                       | SEFAC               |       |                 |        | 8   |